# Disposition (sociologie)
Pour les articles homonymes, voir Disposition.
Une disposition désigne, en sociologie, les structures cognitives des individus qui orientent voire déterminent leurs actions, dans un contexte donné.

## Concept
La notion de disposition apparaît en sociologie après avoir été pensée par la philosophie. Elle rejoint par exemple le concept d'hexis de la philosophie aristotélicienne. Ce terme grec se traduit par « disposition, manière d'être, état d'une personne ».
Emmanuel Bourdieu définit la disposition comme le fait d'« être enclin à agir de telle ou telle manière dans telles ou telles circonstances ». Pour Pierre Bourdieu, l'habitus est un système de dispositions.
Une disposition est souvent le produit d'une socialisation intériorisée. Elle se constitue alors dans la répétition de comportements à travers le temps.